# Tanga (město)
Tanga je nejsevernější přístavní město v Tanzanii. Je střediskem zdejšího regionu. Ve městě žije přibližně 221 tisíc obyvatel a je tak jedním z největších měst v zemi. Leží na břehu Indického oceánu. Vyváží se odtud například agáve sisalová, káva, čaj a bavlna. Tanga je také důležitým železničním uzlem, který spojuje většinu severu Tanzanie s mořem.

## Galerie

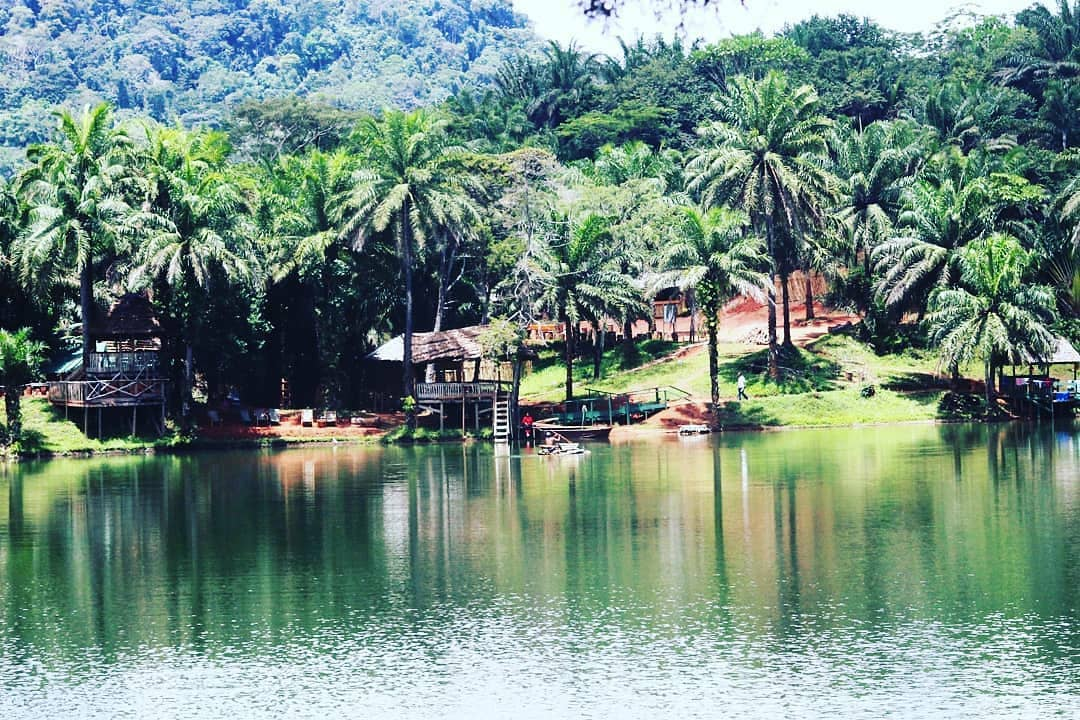
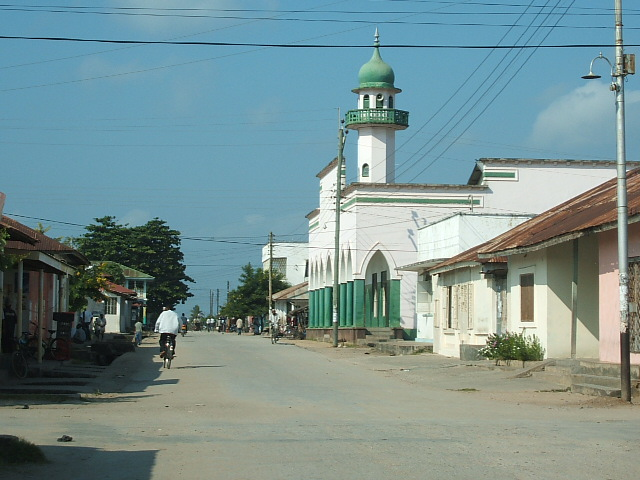
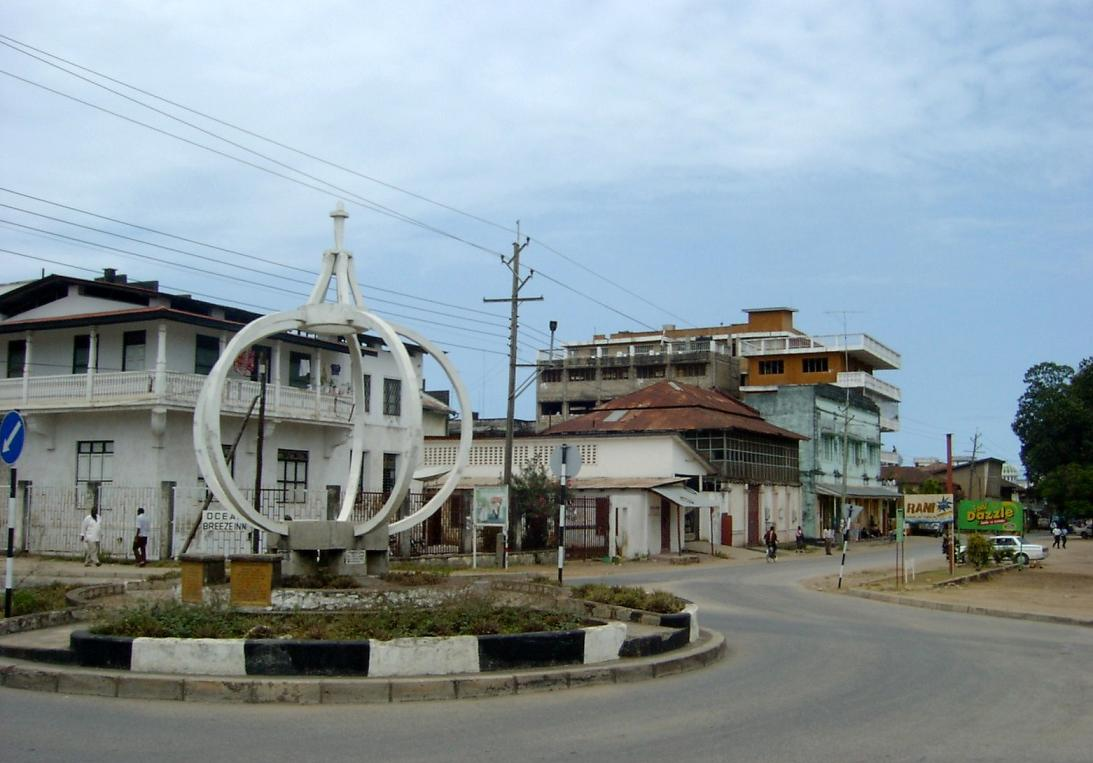
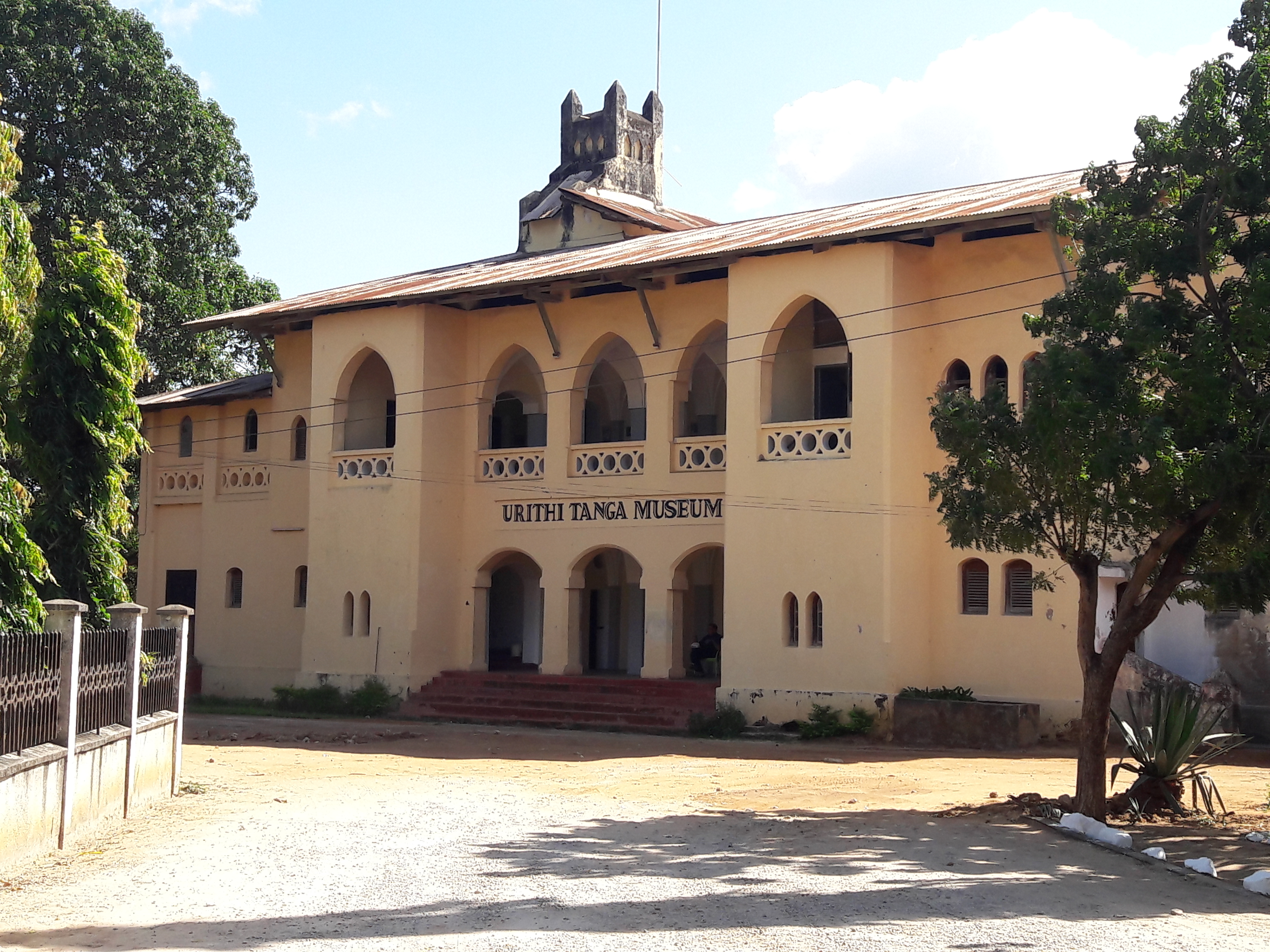

## Partnerská města
- Eckernförde, Německo (1963)
- Kemi, Finsko (2007)
- Tifariti, Západní Sahara
- Toledo, Spojené státy americké (2001)
- Wej-chaj, Čína